# Apanteles minator
Apanteles minator är en stekelart som beskrevs av Muesebeck 1957. Apanteles minator ingår i släktet Apanteles och familjen bracksteklar. Inga underarter finns listade i Catalogue of Life.